# AIRAの大地
「AIRAの大地」（アイラのだいち）は、2008年10月22日に発売された石井竜也の24枚目のシングル。

## 解説
日本鉄鋼連盟「近代製鉄発祥150周年記念事業」のイメージソング。初回盤は表題曲のミュージック・ビデオとコンサート『月日の塔』ダイジェスト映像収録DVD同梱。初回盤と通常盤でジャケットが異なる。

## 収録曲
作詞・作曲：石井竜也 

### DISC.1 （CD）
1. AIRAの大地
編曲：TATOO
日本鉄鋼連盟『近代製鉄発祥150周年記念事業』イメージソング。『AIRA』というのは同事業のイメージキャラクター[1]の名前で、本楽曲のミュージック・ビデオに登場している。
2. 虹の輪
編曲：光田健一
第5回アニマックス大賞受賞作『ゆめだまや奇談』挿入歌。
3. AIRAの大地 (Instrumental)

### DISC.2 （初回盤DVD）
1. AIRAの大地
同曲のミュージック・ビデオ。
1番サビ～2番メロの部分が当映像ではカットされている。
2. SPECIAL CONCERT 2008 MUSIC TREE LIVE〜月日の塔〜ダイジェスト
薬師寺で行われた同コンサートのダイジェスト映像。